# Rómulo Díaz de la Vega
Rómulo Díaz de la Vega (ur. 1804 w mieście Meksyk, zm. 3 października 1877 w Puebla w stanie (Puebla) – meksykański wojskowy i polityk, de facto prezydent Meksyku przez niecały miesiąc w 1855 roku.

## Życiorys
Rómulo Díaz de la Vega urodził się w 1804 roku w mieście Meksyk.
W 1821 roku poparł „Plan z Iguali” i Agustína de Iturbide (1783–1824). Za udział w tłumieniu rewolucji teksańskiej zdobył stopień pułkownika. Walczył przeciw inwazji francuskiej (1838) i amerykańskiej. Następnie był komendantem Peubla (1849), Tamaulipas (1850) a w końcu gubernatorem Jukatanu (1853). 
We wrześniu 1855 roku po dymisji prezydenta Martína Carrery (1806–1871), jako głównodowodzący armią zebraną w stolicy kraju, przejął na krótko władzę jako de facto prezydent Meksyku, którą przekazał Juanowi Álvarezowi (1790–1867). 
Walczył z liberałami i wspierał utworzenie monarchii z Maksymilianem jako cesarzem Meksyku. Po zwycięstwie republikanów został skazany na dwa lata więzienia.       
Zmarł 3 października 1877 roku w Puebla w stanie Puebla.